# 안나 크리스티 (1930년 영어 영화)
《안나 크리스티》(Anna Christie)는 1930년 개봉한 미국의 로맨틱 드라마 영화이다. 클래런스 브라운이 감독을 맡았으며, 유진 오닐의 동명 희곡이 영화의 원작이다. 배우 그레타 가르보의 음성이 처음으로 등장한 그녀의 첫 유성 영화이다. 영어 뿐만 아니라 독일어, 무성 영화 버전도 제작되었다.

## 출연

### 주연
- 그레타 가르보
- 찰스 빅퍼드

### 조연
- 조지 F. 매리언
- 마리 드레슬러
- 리 펠프스

## 기타
- 의상: 에이드리안